# Tristramella sacra
Tristramella sacra é uma espécie de peixe da família Cichlidae.
É endémica de Israel.
Os seus habitats naturais são: lagos de água doce. 